# Someone Great (película)
Someone Great (titulada: Alguien especial en España y Someone Great: Alguien extraordinario en Hispanoamérica) es una película estadounidense de comedia romántica escrita y dirigida por Jennifer Kaytin Robinson. La película es protagonizada por Gina Rodríguez, Brittany Snow y DeWanda Wise. Fue estrenada por Netflix el 19 de abril de 2019.

## Reparto
- Gina Rodriguez como Jenny Young.
- Brittany Snow como Blair Helms.
- DeWanda Wise como Erin Kennedy.
- Lakeith Stanfield como Nate Davis.
- Peter Vack como Matt Lasher.
- Rebecca Naomi Jones como Leah.
- Alex Moffat como Will.
- RuPaul Charles como Hype.
- Rosario Dawson como Hannah Davis.
- Michelle Buteau como Cynthia.
- Jaboukie Young-White como Mikey.
- Ben Sidell como Gus.
- Joe Locicero como Paul.
- Questlove como él mismo.
- Jessie Reyez como ella misma.

## Producción
En febrero de 2018, Gina Rodríguez se unió para protagonizar y producir una película para servir como el debut como directora de Jennifer Kaytin Robinson a partir de un guion que escribió. La historia se describió como sobre la pérdida, el crecimiento y, sobre todo, el vínculo eterno de las amistades femeninas. En marzo de 2018, Brittany Snow y DeWanda Wise fueron elegidas para retratar a las amigas íntimas del personaje de Rodríguez, mientras que Lakeith Stanfield también se unió al elenco para interpretar al exnovio del personaje de Rodríguez. En abril de 2018, Rosario Dawson se unió al elenco de la película.
La fotografía principal de la película comenzó el 2 de abril de 2018.

## Estreno
La película fue estrenada el 19 de abril de 2019.